# .nl
.nl je internetová národní doména nejvyššího řádu pro Nizozemsko.